# حاکی نجیب آغریمان
حاکی نجیب آغریمان (انگلیسی: Hakkı Necip Ağrıman؛ ۱۸۸۴ – ۱۹۵۰) بازیگر اهل ترکیه بود.